# Ana Carrasco
Pour les articles homonymes, voir Carrasco.
Ana Carrasco Gabarrón, née le 10 mars 1997 est une pilote de moto espagnole. Première femme à remporter une course en mondiale SBK, lors de l'édition 2017 du Supersport 300, nouvelle classe de promotion disputée dans le cadre du championnat Superbike, elle remporte ce championnat lors de l'édition 2018 avec deux nouvelles courses remportées.

## Biographie
Ana Carrasco Gabarrón commence à conduire la mini moto de sa sœur (qui ne s'en sert pas) à l'âge de trois ans,.
Carrasco obtient des victoires dans des courses de moto dans la catégorie junior des championnats 125 cm3 Extremeño Speed et Murcia-Pre-GP dans la même catégorie en 2009.
Elle participe ensuite au championnat FIM CEV International Championship en 2011, devenant la première femme à obtenir des scores dans ces séries et passe ensuite au Moto3 les années suivantes.
Carrasco commence les compétitions dans les championnats du monde Moto3 en 2013 pour JHK Laglisse.
Elle est la première femme à marquer des points dans les séries en finissant 15e au Grand Prix moto de Malaisie, répétant l'exploit en terminant huitième à la clôture de la saison du Grand Prix moto de la Communauté valencienne. Carrasco rejoint l'écurie RW Racing en 2014 mais termine sa saison plus tôt en raison de problème de sponsoring. En 2015, sa saison est compromise par des blessures au genou avec l'équipe RBA Racing en 2015. En 2016, elle peine dans les championnats européens FIM CEV Moto2 avec Griful, bien qu'un changement d'écurie pour rejoindre ETG Racing dans le grand prix moto Supersport 300 en 2017 se solde par la première victoire d'une femme dans un grand prix moto mondial, durant la septième course sur le circuit Autódromo Internacional do Algarve.
En 2018, elle s'impose lors de deux courses, en Italie et au Royaume-Uni, et remporte le Supersport 300 de 2018 en conduisant une Kawasaki Ninja 400 avec l'équipe junior de David Salom (en), et devient la première femme pilote dans l'histoire à gagner un grand prix de moto dans une course sur piste face à des concurrents masculins. En 2019, Carrasco dispute la saison au sein d'une nouvelle structure de Kawasaki Provec. Elle remporte deux courses, à Misano en Italie puis à Magny-Cours et termine à la troisième place du championnat. En fin de saison 2019, elle essaie la moto sur laquelle Jonathan Rea remporte  le championnat Superbike.
En 2022, elle revient pour la saison en Moto3 dans l'équipe BOE SKX. Après des débuts difficiles, Ana Carrasco veut jouer le titre "d'ici deux à trois ans". Elle finit le championnat à la 32e place, sans marquer de point.  